# 조박 (음악가)
조박(趙博, 1956년~)은 대한민국의 음악가이다. 재일 한국인 2세이며, 작가이자 배우, 사회 운동가로도 활동하고 있다.